# هوميا (أسطورة)
هوميا (بالإنجليزية: Haumea)‏ في أساطير شعب بولينیزيا - في جزر هاوای - في الطرف الجنوبي الشرقي من ولاية هاواي الأمريكية في المحيط الهادی - إلهة الخصب والنماء وأم بیلي Pele كما يقال أيضا أنها المرأة الأولى في الخلق (حواء) وفي بعض الأساطير نجدها تتحد مع إلهة الأرض بابا Papa.